# Kuoppasaari (ö i Södra Savolax, S:t Michel)
Kuoppasaari är en ö i Finland. Den ligger i sjön Puula och i kommunen Hirvensalmi i den ekonomiska regionen  S:t Michel och landskapet Södra Savolax, i den södra delen av landet, 200 km norr om huvudstaden Helsingfors. Öns area är 2,3 hektar och dess största längd är 250 meter i nord-sydlig riktning.